# Peretele celular Gram pozitiv
Peretele celular gram pozitiv se colorează în violet prin tehnica Gram. Este gros, dar simplu structurat, unitatea de bază fiind peptidoglicanul, format din unități repetitive. Mureina este structura rezultată din unitățile de peptidoglicani cu ajutorul unei enzime: transpeptida. Are rolul de a menține forma bacteriei (la presiuni de 2-2,5 atmosfere) în cazul în care bacteria își pierde peretele sub acțiunea penicilinei. Sferoplastul (cu urme de perete celular) și protoplastul (fără perete celular) sunt fragili, ușor de atacat de fagocite sau sub acțiunea variației presiunii osmotice.